# Ju-ken
Ju-ken（ジューケン、1971年6月27日 - ）は、日本の男性ミュージシャン、ベーシストである。鹿児島県出生。身長183cm、体重68kg、血液型はB型。

## 来歴
現在は主にGACKTや土屋アンナ、福山雅治、布袋寅泰、S.K.I.N.、VAMPSなど、数多くのアーティストのサポート・ベーシストを務め、多くのミュージシャンから高い評価を受けている。
1998年にBY-SEXUALのNAO、RIP SLYMEのILMARI（翌年脱退）等と共にNITROを結成、「hide presents MIX LEMONed JELLY 98'」に出演、D.I.E.のソロツアーに同行。
2000年にバンド名をNITROからFOODに改名、EAST ENDのYOGGYが加入し活動するが、2001年にバンドを脱退。
2000年にKen-ichi（Valentine D.C.）、大山英寿（THE SPACE COWBOYS、HEESEY WITH DUDES）、北野正人（day after tomorrow）、仲川泰浩（Wipe）と共にCaseを結成。2001年まで活動。
2003年に酒井愁（Virus、AION、MALICE MIZERサポート）とSCHON（MR.ORANGE）と共にCRAVEを結成。
2007年10月から路上ライブでQUINTILLION QUIZの正式メンバーとして活動開始。
2011年9月1日よりロックバンドGLANZにsHIGEe名義で参加。
2017年1月からSIAM SHADEのKAZUMAと淳士、JURASSICのYU+KIと共に戦国時代-The age of civil wars-を結成（名義はDate）。
ステージでは主にSugiのNight-BreezeのカスタムモデルやFender JAZZ BASSを使用し、アンプはampegやIbanezのprometiean（VAMPSの2010年のツアー後半から）などを使用している。

## 参加ミュージシャン
- 土屋アンナ
- Berry
- ブライアン・セッツァー
- BUG
- Char
- day after tomorrow
- Days
- D.I.E.
- Ends
- FAKE?
- GACKT
- HEATH
- HYDE
- 布袋寅泰
- INORAN
- Juon
- 森若香織
- KIYOSHI
- LIV
- 福山雅治
- 星村麻衣
- 中島美嘉
- Move
- Oblivion Dust
- SAYAKA
- Spin Aqua
- S.Q.F
- S.K.I.N.
- VAMPS
- wanderers
- Wipe
- KAMIJO